# Šurle
Šurle auch Surle (von türkisch zurla/ zurna „Schalmei“, das seinerseits auf persisch sornay zurückgeht) ist ein traditionelles Blasinstrument aus Istrien. Es wird auch tutule, tuture oder male roženice genannt.
Das etwa 21 cm lange Instrument hat zwei getrennte Melodierohre aus Granatapfelholz, die in V-Stellung zueinander stehen. Der Ton wird in beiden Melodierohren von einem idioglotten Einfachrohrblatt erzeugt. Diese Rohrblätter werden durch eine Windkapsel gemeinsam angeblasen, die gleichzeitig als Schutz der Rohrblätter dient. Des rechte Melodierohr hat vier Grifflöcher auf der Vorderseite und ein Daumenloch, das linke hat drei Grifflöcher auf der Vorderseite.
Die Spielweise ist zweistimmig, gewöhnlich in Terzen. Die Šurle wird zum Tanz oder zur Begleitung von Gesang verwendet. Sie erklingt auch im Zusammenspiel mit der istrischen Sackpfeife Mih. In seltenen Fällen wird sie als „Chanter“ für die Sackpfeife verwendet.
Die Funktionsweise der Šurle entspricht der kroatischen Diple und ferner der indischen Pungi.
Das in anderen Gegenden des Balkans „Surle“ genannte Schalmeiinstrument mit Doppelrohrblatt heißt in Istrien „Roženice“.